# Rourea neglecta
Rourea neglecta är en tvåhjärtbladig växtart som beskrevs av Schellenb.. Rourea neglecta ingår i släktet Rourea och familjen Connaraceae. Utöver nominatformen finns också underarten R. n. brevipes.